# Système nerveux somatique
 (août 2022).
Si vous disposez d'ouvrages ou d'articles de référence ou si vous connaissez des sites web de qualité traitant du thème abordé ici, merci de compléter l'article en donnant les références utiles à sa vérifiabilité et en les liant à la section « Notes et références ».

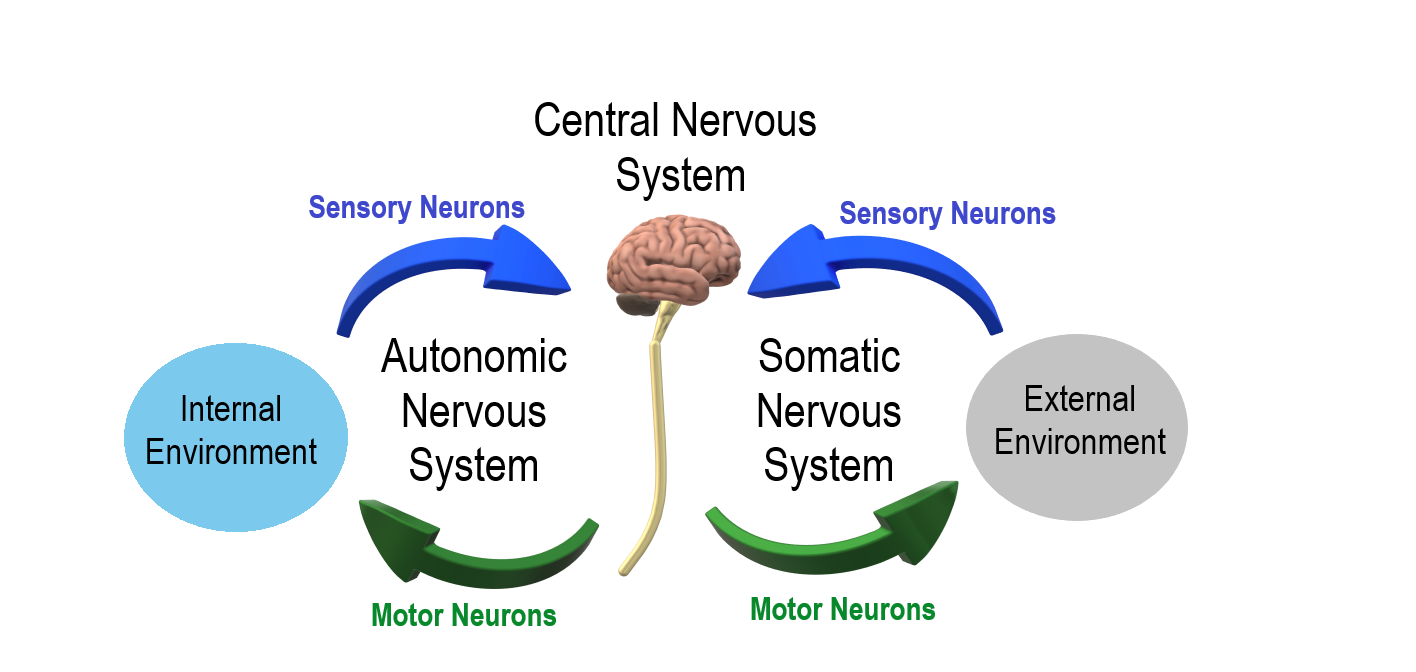
Rôle et relations des systèmes nerveux somatiques et autonomes.

Le système nerveux somatique est la partie du système nerveux périphérique qui commande les mouvements et la position du corps et permet de percevoir par la peau diverses sensations (toucher, chaleur, douleur) et de découvrir par les autres organes des sens le milieu environnant (vision, audition, olfaction). Il est constitué de neurones sensitifs et de neurones moteurs.
Les neurones moteurs comprennent, d'une part, le système pyramidal, faisceau de fibres nerveuses formé par les cellules pyramidales du cortex moteur (circonvolution frontale ascendante, lobe frontal) et responsable de la motricité volontaire ; d'autre part le système extrapyramidal, une des structures responsables du maintien des attitudes, de la motricité involontaire et des mouvements associés. L'ordre, pour le système pyramidal, va du cortex moteur à la plaque motrice des fibres musculaires, dont il déclenche les contractions.
Les neurones sensitifs comprennent les faisceaux véhiculant les sensations tactile, thermique et douloureuse, à partir des récepteurs cutanés, par la moelle épinière et jusqu'au cortex sensitif, circonvolution pariétale située en arrière de la scissure de Rolando. Les sensations venant des autres organes des sens (audition, olfaction, goût, vue) gagnent, chacune par un nerf spécifique, un territoire particulier du cortex.

## Système nerveux somatique efférent
Classiquement, la voie du système nerveux somatique efférent est constituée d'une séquence de deux motoneurones.
Le premier motoneurone a son corps cellulaire localisé dans le gyrus précentral du cortex cérébral (aire 4 de Brodmann). C'est cette partie du cerveau qui contrôle la contraction (volontaire) du muscle. Le premier motoneurone transmet l'influx nerveux le long du faisceau corticospinal (dont il fait partie) et fait synapse dans la corne ventrale de la moelle épinière avec le second motoneurone. Le neuromédiateur de cette synapse est l'acétylcholine, qui interagit avec un récepteur nicotinique.
Le second motoneurone transmet à son tour l'influx le long de son axone, qui emprunte une racine ventrale de la moelle puis un nerf périphérique. Ainsi l'influx nerveux arrive jusqu'à la jonction neuromusculaire et permet la contraction musculaire.

## Réflexes somatiques
Les réflexes somatiques sont ceux qui stimulent les muscles squelettiques.